# Deuce Bigalow: Male Gigolo
Deuce Bigalow: Male Gigolo (bra: Gigolô por Acidente; prt: Deuce Bigalow, Gigolo Profissional) é um filme de comédia de 1999 estrelada por Rob Schneider, William Forsythe, Eddie Griffin, Oded Fehr e Arija Bareikis. O filme segue um limpador de aquário infeliz que entra no negócio como um prostituto, em uma tentativa de ganhar dinheiro suficiente para reparar os danos que ele causou em um aquário. Foi o primeiro filme lançado pela Happy Madison Productions, empresa de produção cinematográfica. Adam Sandler foi produtor executivo do filme. Sandler também gritou insultos "anormal!" e outras falas. O filme gerou uma sequência intitulada Deuce Bigalow: European Gigolo que foi lançado em 12 de agosto de 2005. Foi distribuído pela Columbia Pictures em vez de Touchstone Pictures.

## Enredo
O filme começa contando um pouco sobre o cotidiano de Deuce Bigalow (Rob Schneider), um sujeito pobre que trabalha limpando aquários e entende tudo sobre peixes. Certo dia um gigolô bem sucedido da vizinhança chamado Antoine Laconte decide viajar e contrata Deuce para cuidar de seu peixe leão doente e de sua casa enquanto ele estiver fora, mas Deuce, por acidente, quebra o aquário de seis mil dólares do cara. Para pagar um aquário novo antes que Antoine retorne, Deuce recebe ajuda do cafetão T.J. Hicks e começa a trabalhar como gigolô arranjando as mais variadas clientes e se envolvendo em várias confusões. Deuce acaba se apaixonando por Kate, uma de suas clientes que possuí uma prótese em uma das pernas e passa a ser perseguido pelo Detetive Chuck Fowler, que está investigando Antoine e suas clientes e não para de ameaçar Deuce.

## Elenco
- Rob Schneider como Deuce Bigalow
- Hanna Verboom como Eva
- William Forsythe como Detective Chuck Fowler
- Eddie Griffin como T.J. Hicks
- Arija Bareikis como Kate
- Oded Fehr como Antoine Laconte
- Gail O'Grady como Claire
- Richard Riehle como Bob Bigalow
- Jacqueline Obradors como Elaine Fowler
- Big Boy como Jabba Lady
- Amy Poehler como Ruth
- Dina Platias como Bergita
- Elle King como Menina bandeirante dos biscoitos

## Trilha sonora
1. "Call Me" - Blondie
2. "Spill the Wine" - Eric Burdon e War
3. "You Sexy Thing" - Hot Chocolate
4. "Get Down Tonight" - KC and the Sunshine Band
5. "Let's Get It On" - Marvin Gaye
6. "I'm Not in Love" - 10cc
7. "Magnet and Steel" - Walter Egan
8. "No Worries" - Hepcat
9. "Can't Smile Without You" - Sean Beal
10. "Lift Me Up" - Jeff Lynne
11. "Call Me" - Emilia Maiello

## Bilheteria
Deuce Bigalow: Male Gigolo estreou no cinema em 10 de dezembro de 1999 em 2,154 locais e ganhou US$12,224,016 em seu fim de semana de estréia, ocupando o terceiro lugar nas bilheterias norte-americanas, atrás do quarto fim de semana de Toy Story 2 e do novato The Green Mile. O filme terminou sua exibição, arrecadando US$65,538,755 nos Estados Unidos e Canadá e US$27,400,000 no exterior, totalizando US$92,938,755. Baseado em um orçamento de US$17 milhões, o filme foi um sucesso de bilheteria.

## Recepção
O Metacritic, que usa uma média ponderada, atribuiu ao filme uma pontuação de 30 em 100, baseado em 26 críticos, indicando críticas "geralmente desfavoráveis". No site agregador de críticas Rotten Tomatoes, 22% das 76 resenhas dos críticos são positivas, com uma classificação média de 4/10.